# Scotts Valley
Scotts Valley é uma cidade localizada no estado americano da Califórnia, no condado de Santa Cruz. Foi incorporada em 2 de agosto de 1966.

## Geografia
De acordo com o United States Census Bureau, a cidade tem uma área de 11,9 km², onde todos os 11,9 km² estão cobertos por terra.

### Localidades na vizinhança
O diagrama seguinte representa as localidades num raio de 16 km ao redor de Scotts Valley.

## Demografia
Segundo o censo nacional de 2010, a sua população é de 11 580 habitantes e sua densidade populacional é de 974,09 hab/km². Possui 4 610 residências, que resulta em uma densidade de 387,78 residências/km².